# Cowasar
Cowasar – wieś w Armenii, w prowincji Gegharkunik. W 2011 roku liczyła 2708 mieszkańców.